# Vin de fruits

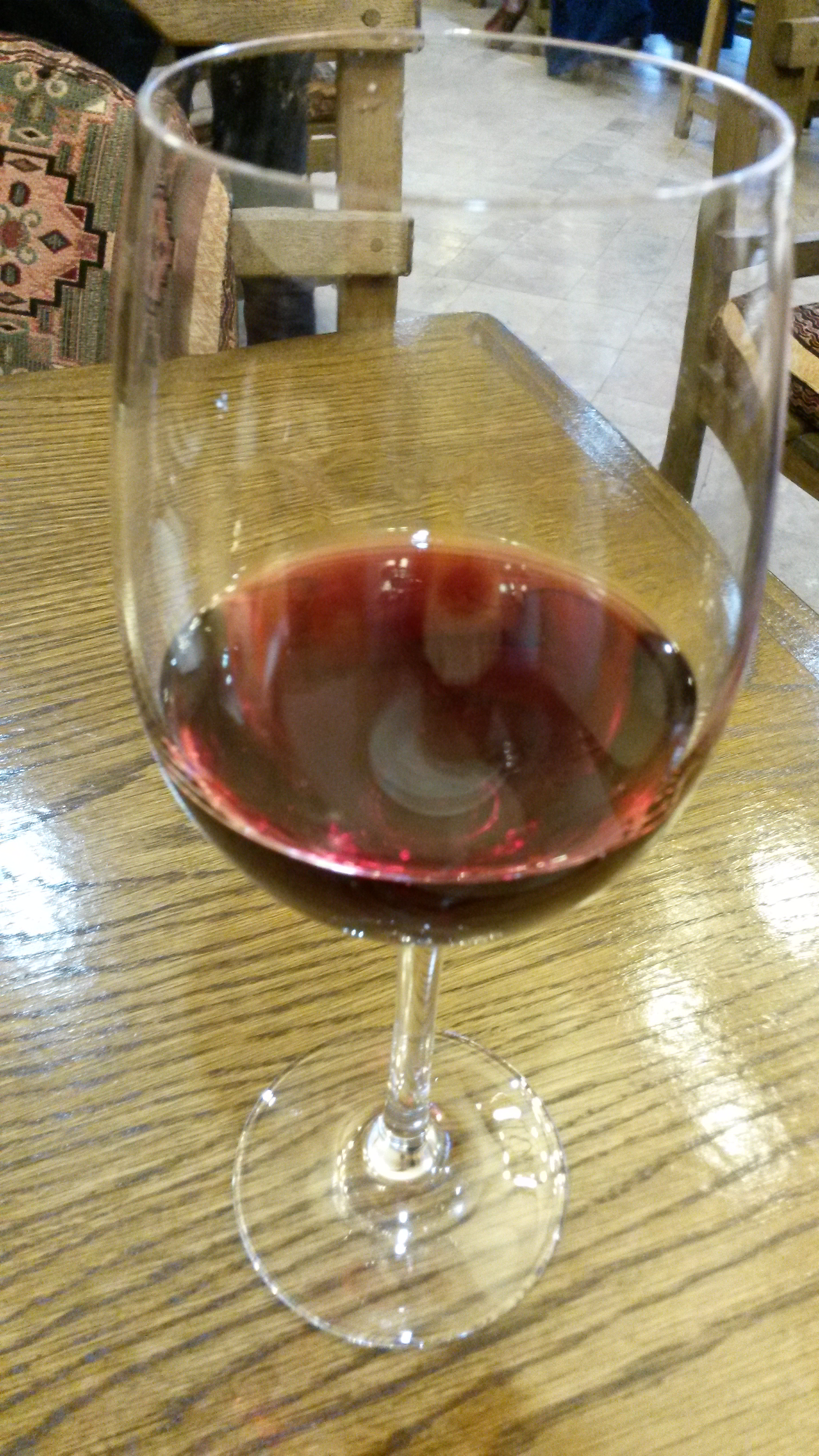
Vin de grenade d'Arménie.

Les vins de fruits sont des boissons fermentées et alcoolisées obtenues à partir de fruits (autres que le raisin) qui peuvent être agrémentées d'autres produits destinés à en améliorer le goût comme des fleurs et des herbes. Il en existe une définition plus large qui inclut alors tous les breuvages fermentés à l'exception de la bière. Pour des raisons historiques, l'hydromel, le cidre et le poiré sont aussi exclus de la définition des vins de fruits,.
Les vins de fruits ont traditionnellement été populaires parmi les viticulteurs, dans les zones climatiques froides comme en Amérique du Nord ou en Scandinavie, ou encore dans les régions subtropicales comme en Afrique de l'Est, en Inde ou aux Philippines où le vin est fait à partir de bananes.

## Appellation
Le nom du vin de fruits est généralement attribué par rapport à l'ingrédient principal utilisé (vin de prune ou vin de sureau par exemple).
Au sein de l'Union européenne, l'appellation vin est réservée à la fermentation du jus de raisin.
Au Royaume-Uni, le vin de fruits est communément appelé country wine ("vin de pays") et ne doit cependant pas être confondu avec le terme français vin de pays qui est un vin de raisin. Dans la législation britannique, on rencontre aussi le terme made-wine.

## Production

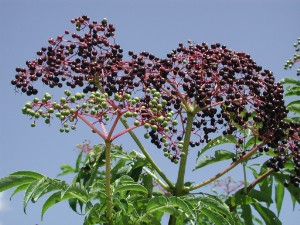
La baie de sureau est un ingrédient assez commun dans la création de vin de fruits.

Le vin de fruits peut théoriquement être produit avec n'importe quelle plante qui fermente. La plupart des fruits et de baies peuvent potentiellement produire du vin. Il existe de nombreuses méthodes pour extraire les jus et les saveurs des fruits et des plantes, la plus commune étant de presser le fruit, de cuire ce jus et de le faire fermenter. Néanmoins, peu de fruits autres que le raisin ont un équilibre naturel de sucre, d'acidité, de tannin, de sels nutritifs pour nourrir au mieux les levures, ce qui fait que la plupart des vins de fruits doivent être rééquilibrés avec d'autres produits pour permettre cette fermentation. Par exemple, il est souvent fait d'usage d'ajout de sucre ou de miel pour rendre l'ensemble palatable et pour augmenter l'indice d'alcool dans le breuvage final.
Le niveau de sucre fermentable est souvent faible et nécessite d'être complété par un processus appelé chaptalisation afin d'arriver à atteindre un certain taux d'alcool dans le produit fini. À ce titre, le saccharose est souvent utilisé dans ce cas-là tout en permettant de conserver un niveau d'acidité acceptable. Si la densité initiale est trop élevée, témoin d'un excès de sucre, de l'eau (acidulée ou non) peut être ajoutée ce qui aura pour effet de baisser cette densité.
De nombreuses sortes de fruits sont naturellement trop acides pour permettre d'obtenir un vin de fruits savoureux et plaisant, particulièrement les fraises, les cerises, les ananas et les framboises. Pour pallier cela, le moût de ces fruits est généralement diluée dans de l'eau en amont de la fermentation afin de réduire l'acidité de l'ensemble. Néanmoins, ceci réduit la concentration des arômes de fruit, ce qui peut alors être compensé avec de nouveau de l'ajout de sucre après la fermentation qui jouera alors le rôle d'exhausteur de goût (connu sous le terme back-sweetener dans le monde anglophone) et évite alors d'avoir un produit fini trop acide, qui donnerait une saveur âcre et piquante.
Pour pallier le déséquilibre naturel de nombreux fruits dans les composants permettant une fermentation naturellement agréable en saveur, les viniculteurs peuvent ajouter du nitrogène, du phosphore ou encore du potassium (additifs disponibles dans le commerce).

## Vin de prunes
Le plum jerkum (en) (terminologie anglophone) est produit à partir de prunes fermentées suivant un processus identique à celui de l'utilisation des pommes pour faire du cidre. En Angleterre, le plum jerkum est souvent associé au Cotswolds nord et était par le passé produit dans la ville de Worcester.

## Vin de grenade

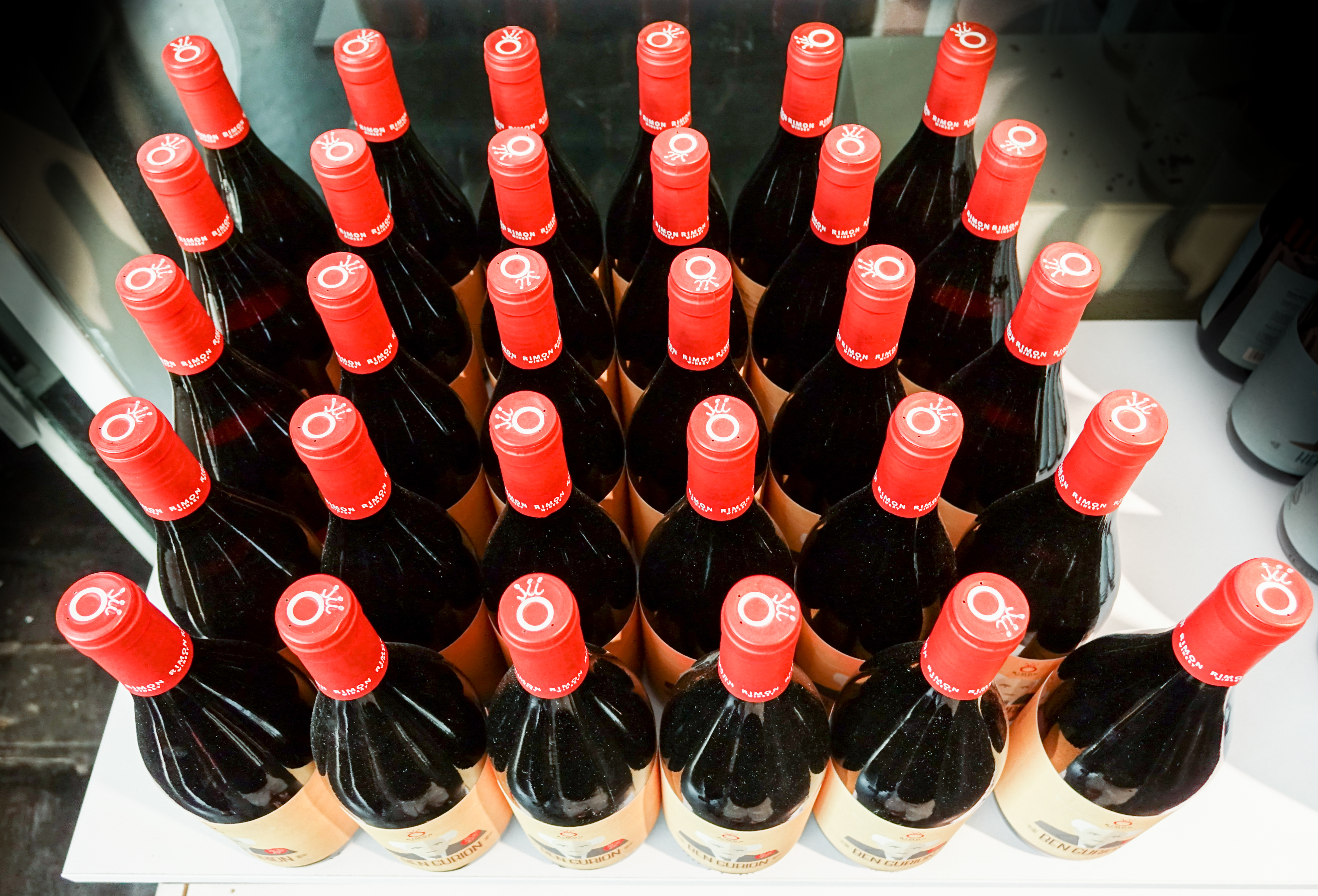
Vin de grenade en Israël.

Le vin de grenade est un type de vin produit notamment en Israël.

## Vin d'ananas
Le vin d'ananas est réalisé à partir du jus d'ananas. La fermentation du jus d'ananas se fait dans des cuves à température contrôlée et est stoppée avant que le moût ne sèche. Le résultat est un vin doux, sec et fruité avec de fortes saveurs d'ananas. Le vin d'ananas est populaire en Thaïlande et dans d'autres pays d'Asie du sud-est, où il est le plus souvent produit de manière artisanale. Au Mexique, le breuvage fermenté d'ananas est très populaire et s'appelle le Tepache.

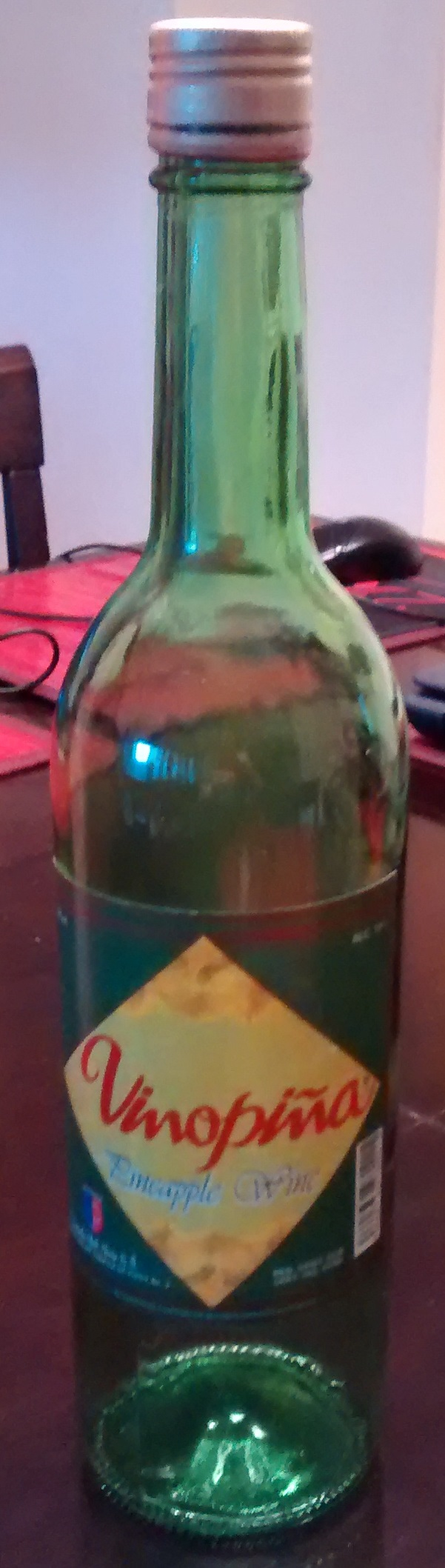
Vin d'ananas, République dominicaine.

Les producteurs industriels les plus connus sont Maui's Winery à Hawaï, Jacobs Wines au Nigeria, Vinicola Del Norte en République dominicaine.
À noter qu'au Japon, c'est la région d'Okinawa qui est spécialisée dans la production de vin d'ananas.

## Vin de pissenlit
Le vin de pissenlit est un vin de fruits avec un taux d'alcool modéré, réalisé à partir de pétales de pissenlit, de sucre et d'un agent acidifiant comme le jus de citron par exemple.
C'est un vin souvent produit de manière artisanale avec des recettes variées.
Aux États-Unis, il existe de célèbres producteurs industriels comme la Bellview Winery du New Jersey, la Breitenbach Winery en Ohio, la Hidden Legend Winery du Montana et la Maple River Winery de Dakota du Nord.

## Vin de cynorhodon
Le vin de cynorhodon est un vin de fruits. Il est produit avec des cynorhodons frais ou séchées. Pour produire ce breuvage, il faut faire fermenter les cynorhodons dans un sirop avec des levures et de l'acide citrique pour obtenir un extrait. Cette technique de production est assez particulière et n'est partagée qu'avec peu d'autres fruits, dont les prunelles, les cenelles ou le sorbier.

## Vins de groseilles rouges et blanches
Les vins de groseilles rouges et de groseilles blanches (en) sont des breuvages généralement produits dans les régions froides où la culture d'un raisin de qualité est compliquée. Ces vins sont simples à produire ; leur équilibre chimique est bon et permet une production sans besoin d'additifs. En revanche, les vins de groseilles rouges et de groseilles blanches sont assez pauvres en glucide, ce qui nécessite donc des ajouts de sucre ou de miel.

## Vin de cerises
Le vin de cerises est un type de vin de fruits fait à partir de cerises,,,, le plus souvent des griottes qui sont suffisamment acides. Les vins de cerises peuvent être utilisés pour créer des vins mutés et des liqueurs.
Le Cherry Kijafa est un vin muté qui est produit au Danemark à partir de cerises enrichies d'arômes naturels qui titre généralement à 16 %.
Parmi les liqueurs de cerises de type Maraska, le vin de cerises à partir des cerises marasca (en) produit en Croatie est parmi les plus connus.
La production de vin de cerise est devenue populaire en Chine, où la production de cerise est importante.

## Vin d'oranges
Le vin d'oranges est un vin de fruits produit à partir d'orange. Il ne doit pas être confondu avec le vin orange, aussi connu sous le nom de vin ambré, qui est fait à partir de raisin mais qui arbore une couleur orange/ambrée.
Ce vin est fait à partir d'oranges et bien que sa vente commerciale ne soit pas très répandue à travers le monde, est quand même produit à White River en Afrique du Sud et artisanalement. Son goût est léger; il arbore une couleur pale ou dorée. Sa production peut être compliquée car l'orange est très acide et le pH doit être ajusté à la hausse. D'autres difficultés existent quant à certaines souches de penicillium qui peuvent stopper la fermentation et faire tourner le vin, Un nettoyage précautionneux et une désinfection des fruits en amont permet de réduire ce risque.
L'Alcohol and Tobacco Tax and Trade Bureau a défini un standard pour le vin d'oranges.

## Autres vins de fruits
- Vin de bananes
- Vin de litchi
- Vin de pêche

## Vins de dessert aux fruits
Il existe aussi des vins de desserts aux fruits. De nombreux country wines et vin de fruits sont élaborés suivant le style des vins de dessert avec plus ou moins de sucre résiduel et un fort taux d'alcool. Mais les vins de dessert n'ont pas à être doux, comme le Fino. En Allemagne, les vins de dessert aux fruits titrent à plus de 12.0 %. En Autriche, ces vins doivent titrer au minimum à 13.0 % et au maximum à 22.0 %. Le taux d'alcool peut être augmenté en ajoutant de l'alcool, des spiritueux à bases de jus de fruits ou encore du concentré de jus de fruit dans le vin de fruits ou dans le cidre.
Les vins de dessert aux fruits peuvent donc ressembler à des vins de dessert classiques comme le Xérès ou le porto. Aux États-Unis, ces vins sont souvent dénommés fruit port ou encore fruit liqueur (liqueur de fruits en français). Il est aussi possible de produire du vermouth de fruits tout autant que des vins de dessert aux fruits avec des herbes et des épices.
Il existe différentes méthodes de production de vins de dessert aux fruits. Au Canada, on peut trouver du vin de glace aux pommes qui est produit par cryoextraction du jus de pomme ou du cidre de pomme (cidre de glace). L'oxydation du vin (sherrisation en anglais) est utilisé, par exemple, dans les vins de dessert aux pommes. L'ajout d'alcool (porto, vin muté) peut se faire (pommeau en France) ou avec du vin de cerises ou avec d'autres vin de dessert de fruits comme au Danemark. Pour les vins mutés qui se trouvent légalement entre les vins et les spiritueux, une taxe spécifique est généralement existante suivant la légalisation de chaque pays.